# Fragmento de Lassen

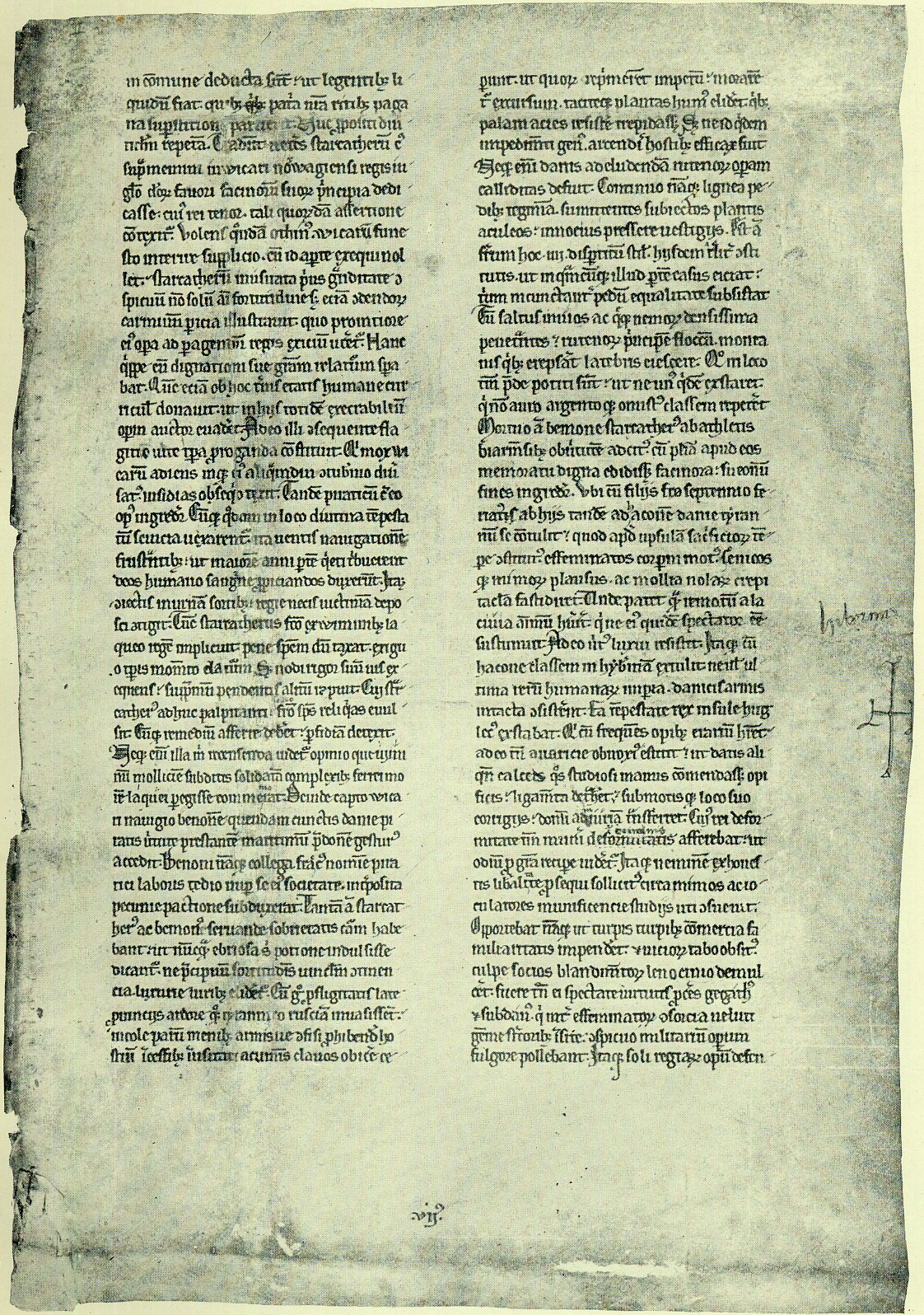
Fragmento de Lassen, anverso

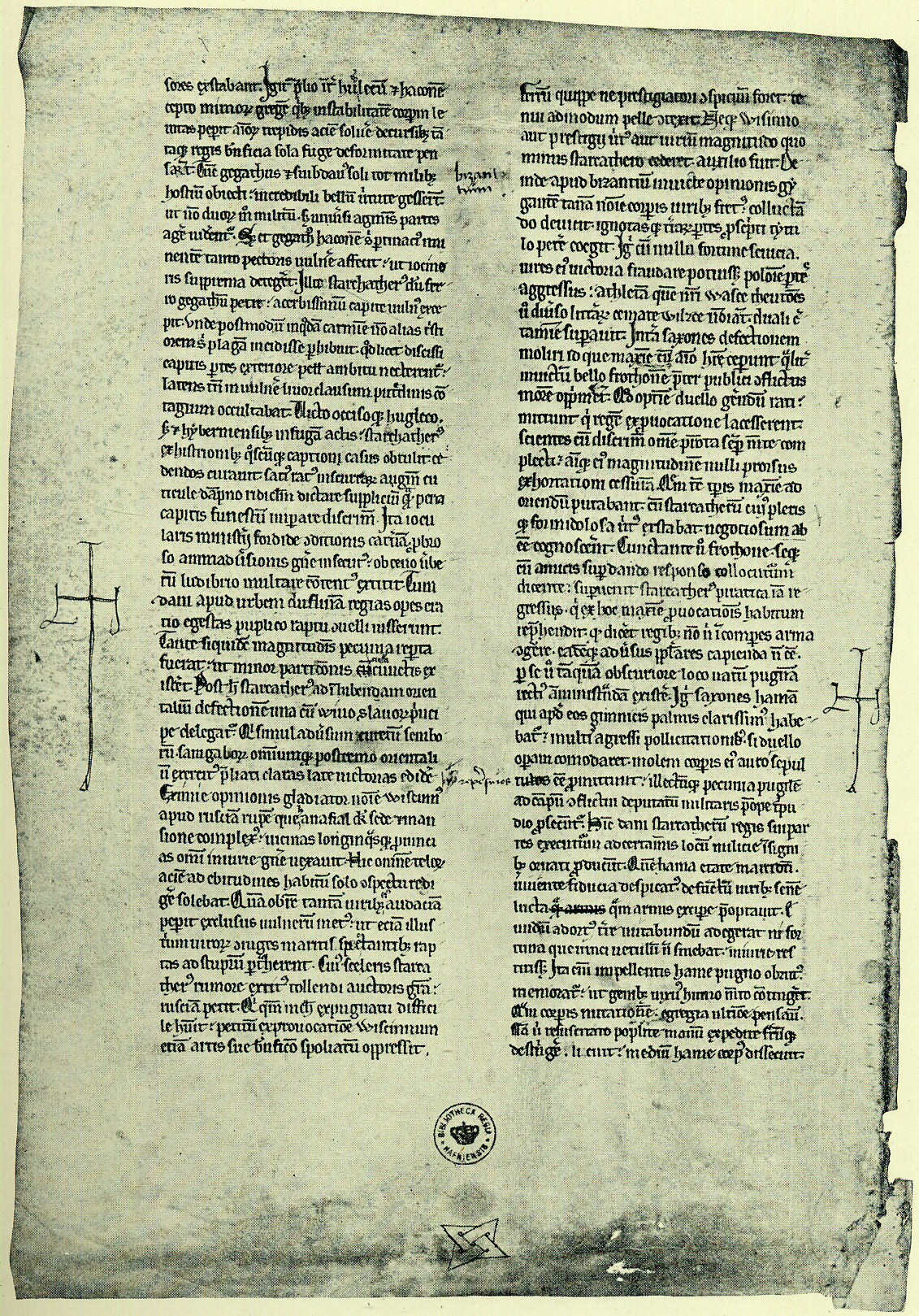
Fragmento de Lassen, reverso

El fragmento de Lassen es una página de un pergamino fechado hacia 1275. Es uno de los cuatro fragmentos que se conservan de una de las copias del original de la obra de Saxo Grammaticus Gesta Danorum. Su tamaño es de 40 cm. x 27 cm. Y consiste en una página simple escrita por ambos lados.

## Historia
El fragmento se encontró en 1860 en los archivos del albacea literario de G. F. Lassen y que actualmente pertenece a la Biblioteca Real de Dinamarca en Copenhague, registrada como Ny kgl. Saml. Fol. 570.
La hoja corresponde a la página 275-282 de la versión en latín de Peter Erasmus Müller (1839) y a la página 152.29 – 156.14 de la versión en latín de Jørgen Olrik & H. Ræder (1931).